# Gunnleifur Gunnleifsson
Gunnleifur Vignir Gunnleifsson (Reykjavík, 14 juli 1975) is een IJslands voetballer die als doelman speelt.
Hij speelt bijna zijn gehele loopbaan in de IJslandse competities waarvan het langst, in drie periodes, bij HK Kópavogur. In 2009 speelde Gunnleifsson op huurbasis voor het in de Zwitserse competitie uitkomende FC Vaduz uit Liechtenstein. Sinds 2013 komt hij uit voor Breiðablik, waar hij de eerste doelman is.
Gunnleifsson maakte in 2000 zijn debuut in het IJslands voetbalelftal, waar hij tussen 2008 en 2010 eerste doelman was, maar thans een rol als tweede of derde doelman vertolkt. Op 4 juni 2014 speelde hij zijn 26ste interland, een oefenduel tegen Estland (1–0 winst, één speelhelft actief).

## Erelijst
- Úrvalsdeild: 2012
- 2. deild karla: 1997, 2002
- 3. deild karla: 1996
- IJslandse voetbalbeker: 2012